# Johnny Woodly
Johnny Woodly Lambert (San José, 27 luglio 1980) è un calciatore costaricano, attaccante dell'Alajuelense e della Nazionale costaricana.

## Carriera

### Club
Ha giocato nella massima serie dei campionati costaricano, cinese e guatemalteco.

### Nazionale
A 35 anni viene convocato per la Copa América Centenario negli Stati Uniti, in sostituzione dell'infortunato Ariel Rodríguez.